# Josef Regner
Josef Regner (ur. 25 lutego 1794 w Havlovicach, zm. 11 maja 1852 w Náchodzie) – czeski ksiądz katolicki i pisarz.

## Życiorys
Urodził się 25 lutego 1794 w Havlovicach w powiecie Trutnov. Jego ojciec był młynarzem i wielkim czeskim patriotą, ale zawsze w ramach wiary katolickiej oraz lojalności wobec cesarza.
W latach 1806–1810 studiował w gimnazjum benedyktyńskim w Broumovie. Kolejne dwa lata poświęcone są studiowaniu filozofii na wydziale filozoficznym Uniwersytetu Karola, cztery następne studiowaniu teologii w Hradcu Králové.
Jego pierwszym miejscem pracy była w 1817 r. parafia w Náchodzie. Już jako kapelan przejawiał ogromne zainteresowanie ogrodnictwem. Miejscowych chłopców uczył szczepieniu i oczkowaniu drzew owocowych. W kwietniu 1820 r. założył szkółkę drzew owocowych oraz wkrótce ogród kwiatowy, za pomocy jego przyjaciela Josefa Myslimíra Ludvíka.
W latach 1825–1826 zastępował w Czerwonym Kostelcu chorego ks Josefa Ungera. Później został mianowany kapelanem miejscowego zamku i z tego powodu spędzał część roku w Malych Svatoňovicach. Tutaj przyczynił się w latach 1830–1831 do budowy nowej murowanej kaplicy.
Rok później został proboszczem w Hronovie, gdzie zastosował swoją wielką wiedzę oraz zdolności jako ksiądz, nauczyciel i praktyczny gospodarz. Obok tego opiekował się chorymi w czasie epidemii cholery. Podczas jego administracji parafii wybudowano nowy budynek probostwa oraz odbudowano miejscowy Kościół Wszystkich Świętych.
Następnie otrzymał od władz część kościelnych gruntów rolnych i jako gospodarz został wzorem dla sąsiadów. W 1836 r. zasadził przy cmentarnym murze 20 lip z warunkiem, żeby tam rosły oraz potężniały swobodnie przez co najmniej 100 lat. Dzięki jego staraniom zostało zasadzono wiele drzew i krzewów w okolicy miast Hronov, Náchod itd.

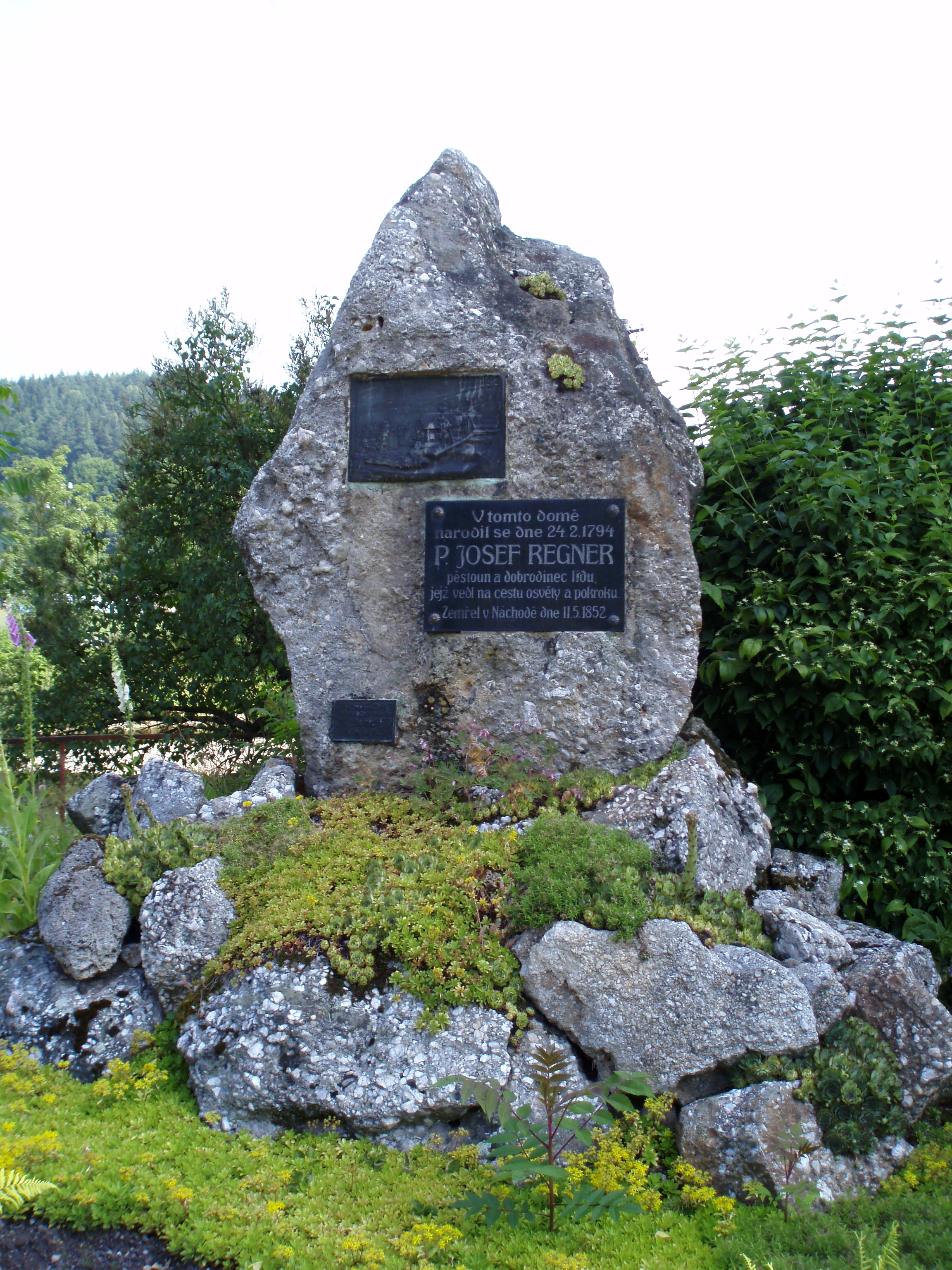
Pomnik J. Regnera w Havlovicach

Kierował się hasłem „Chleb dla ubogich i rozsądna edukacja ludowa”. Dlatego w 1835 r. wynajął i uruchomił kopalnię w miejscowości Žďárky. W taki sposób zapewnił chleb oraz wynagrodzenia dla bezrobotnych i ubogich.
W szkole był dobrym nauczycielem. Nie uczył tylko religii, ale pamiętał również o przyszłości swoich uczniów. W wolnym czasie uczył ich gospodarki rolnej, włącznie z informacjami o pszczołach i o pszczelarstwie.
Niestety w 1845 r. został mianowany dziekanem w Náchodzie. Drugie działanie w tym mieście przyniosło największe owoce jego konstruktywnej pracy. Wraz z Ottą Erichiem, gospodarczym radą grodowym, był fundatorem szkół przędzalniczych, dla których zapewnił poparcie rządu, gmin oraz pojedynczych ludzi majętnych. Jednocześnie starał się o zbyt ich tkanin lnianych.
Jako dziekan i potem wikariusz oraz inspektor szkolny rozwijał działalność spółkową, szkolną i oświatową. Wszechstronnie udoskonalił miejscową edukację, w całym regionie zakładał biblioteki oraz został założycielem oraz współzałożycielem wielu tamtejszych stowarzyszeń.
Zmarł 11 maja 1852 w Náchodzie i jest pochowany na miejscowym cmentarzu. Jest także postacią literacką. Pisarz Alois Jirásek go przedstawił w swojej kronice „U nás” pod nazwiskiem páter (ojciec) Havlovický.